# Барешански манастир
Барешанският манастир „Свети Меркурий“ (на македонска литературна норма: „Свети Меркуриј“) е възрожденски православен манастир в битолското село Барешани, Северна Македония. Част е от Преспанско-Пелагонийската епархия на Македонската православна църква – Охридска архиепископия.
Манастирът е разположен в горния западен край на селото и е наричан от барешанци Свети Меркули.
Манастирът има трикорабна църква, камбанария и конаци. Според надписа на източния зид, църквата е изградена в 1836 година. Камбанарията е разположена до входната врата на манастира в югоизточния дял. В западния дял на манастира са разположени реновираните конаци, кухнята, трапезарията и стаите за престой на поклонници.
- „Света Богородица“, 1853 г.
- „Исус Христос“, 1853 г.